# Gouvernement Cánovas (4)
Le quatrième gouvernement Cánovas del Castillo  est le gouvernement du royaume d'Espagne en fonction du 18 janvier 1884 au 27 novembre 1885.

## Contexte

### Formation

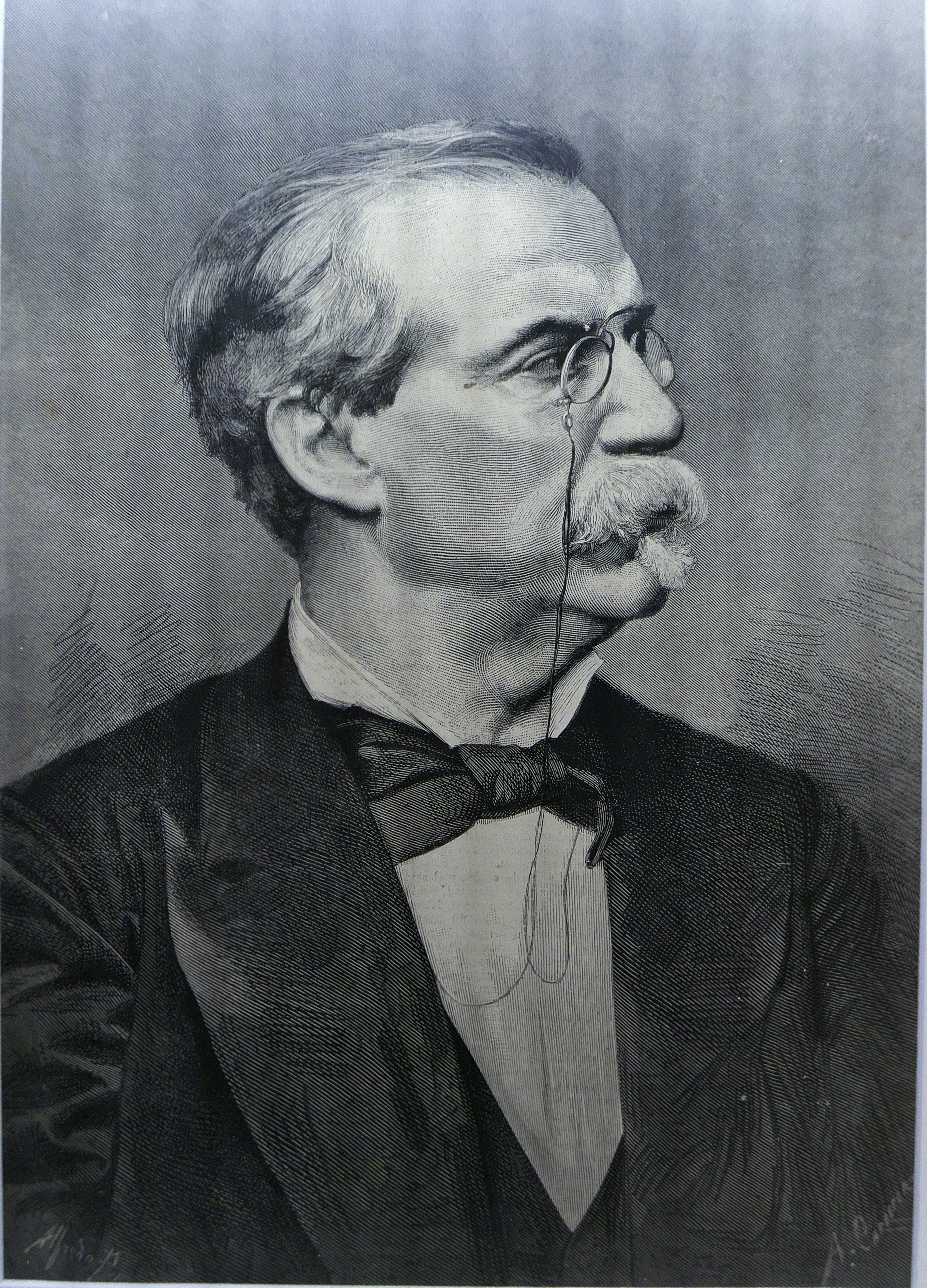
Antonio Cánovas del Castillo en 1884.

En janvier 1884, Cánovas del Castillo — qui ne put faire en sorte que la présidence soit confiée à Romero Robledo ou un autre dirigeant conservateur  en raison de l'opposition de son parti et du monarque lui-même, ce qui lui aurait permis de se retirer temporairement de la politique — forma un gouvernement. Romero Robledo occupa à nouveau le portefeuille de l'Intérieur, tandis que son « ennemi » Francisco Silvela reprit le ministère de la Grâce et de la Justice.

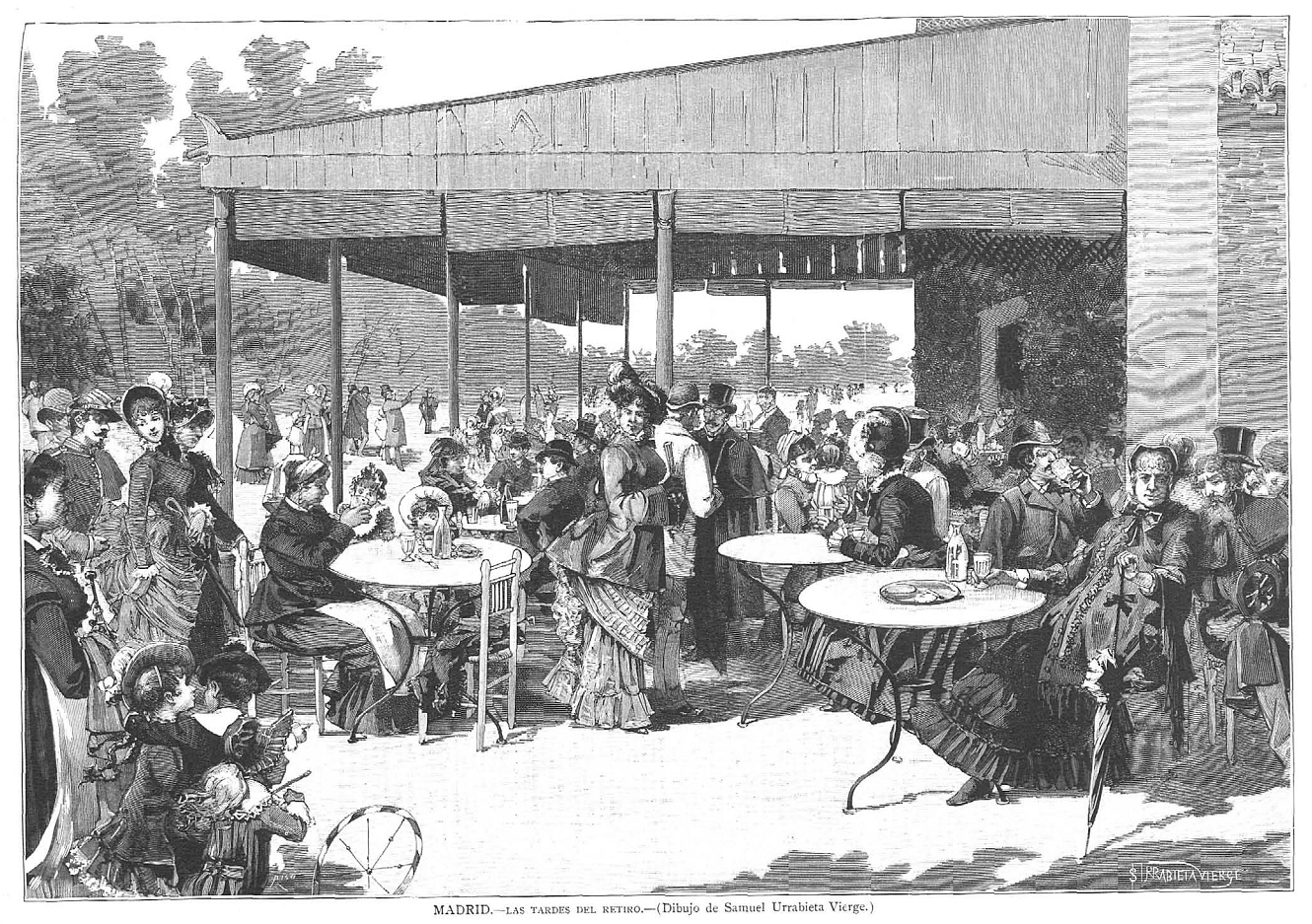
Scène du parc du Retiro de Madrid.

Cánovas dut immédiatement faire face à une affaire délicate qui affectait le monarque. Celui-ci avait une nouvelle amante, la chanteuse Adela Borghi, mais contrairement à la relative discrétion avec laquelle il menait sa relation avec une autre chanteuse d'opéra Elena Sanz, il s'exhibait avec elle en public en traversant le parc du Retiro. La reine Marie-Christine, qui s'était déjà sentie blessée lorsqu'elle avait appris que le roi avait eu deux enfants avec Elena Sanz, appela Cánovas au palais pour lui demander d'intervenir. Elle lui dit : « J'en ai assez d'être humiliée par le Roi ! Jusqu'à présent, j'ai enduré patiemment tous ses badinages, car bien qu'ils soient dans le domaine public, il faisait en sorte de rencontrer ses amantes dans des endroits isolés […]. Je comprends que [les courtisans] se réjouissent d'avoir un roi si « castizo », et qu'ils se plaisent à l'idée que la victime de tels événements soit une étrangère, « l'Autrichienne ! ». Cependant, aujourd'hui, la coupe est pleine : je viens d'apprendre qu'il y a deux jours, il a traversé le Retiro avec elle. Je vous donne une semaine pour qu'Adela Borghi quitte l'Espagne ». Cánovas s’exécuta immédiatement et vingt-quatre heures plus tard, Adela Borghi avait déjà été conduite à la frontière française .

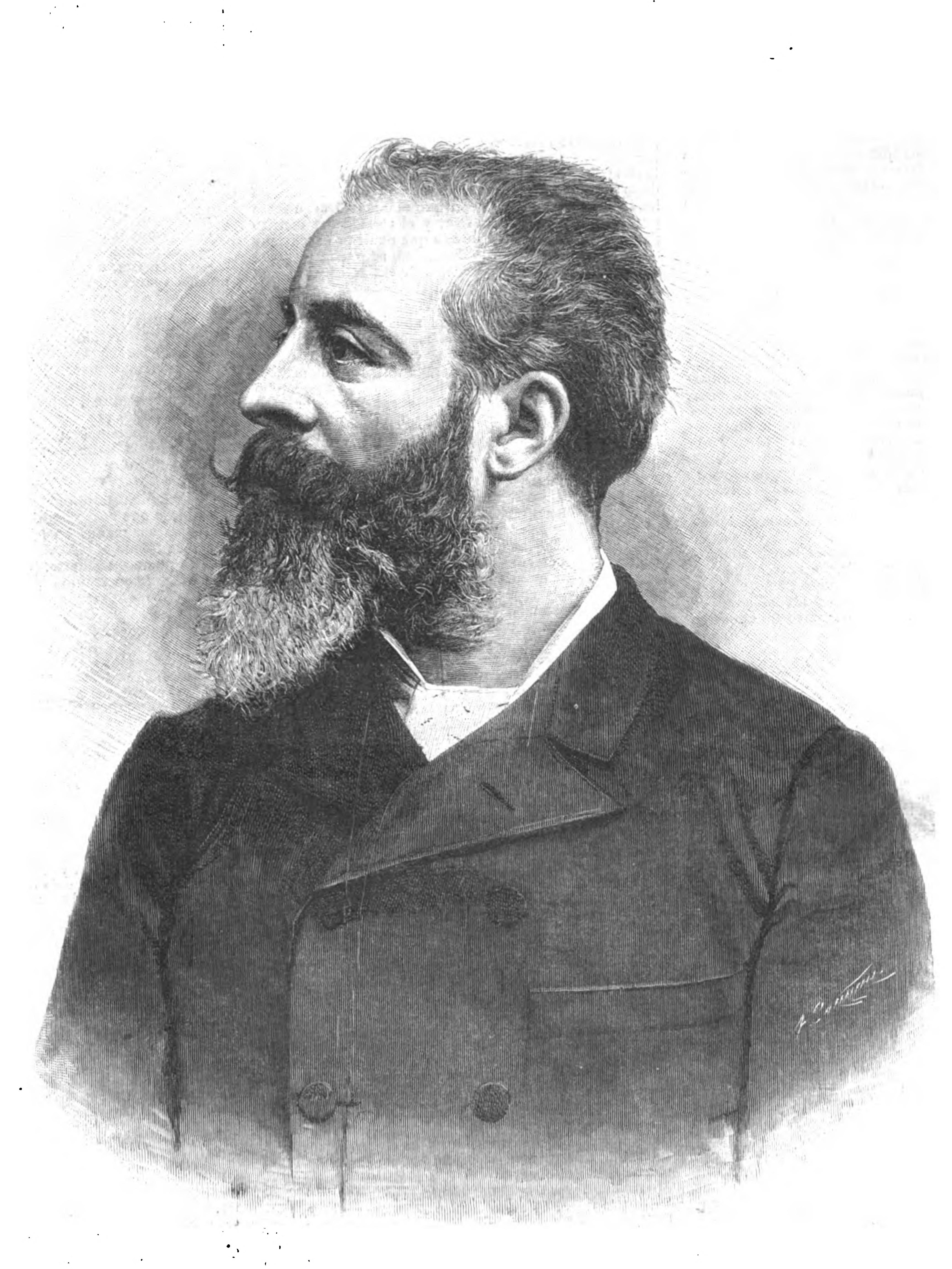
Le néo-catholique Alejandro Pidal y Mon, ministre des Travaux Publics. « Pour Cánovas cela signifiait l’élargissement sur la droite de la base du parti [conservateur] et l’intégration dans le régime d’une partie de l’électorat carliste ».

Le nouveau gouvernement formé par Cánovas présentait une importante nouveauté : la présence du néocatholique Alejandro Pidal y Mon au portefeuille de Fomento (Travaux Publics), vraisemblablement « par désir express du roi ». Pidal y Mon s’était distingué lors du débat autour de la Constitution de 1876 pour sa défense acharnée de l’unité catholique de l'Espagne, mais en 1880 il avait accepté la nouvelle situation légale et avait fait un appel retentissant aux « honnêtes masses » qui, en réaction aux « excès de la révolution, avaient formé le parti carliste » pour qu’elles s’unissent au camp conservateur. Afin d’atteindre cet objectif, Pidal y Mon avait fondé en 1881 le parti Union catholique (au palais archiépiscopal de Tolède), qui suivit la ligne du nouveau pape Léon XIII, plus possibiliste en rapport avec l’État libéral — le pape avait obtenu des néo-catholiques espagnols qu’ils se soumettent respectueusement aux pouvoirs constitués et qu’ils viennent grossir les rangs du parti le plus proche idéologiquement —. Pour sa part, la hiérarchie ecclésiastique espagnole se divisa entre les évêques qui continuèrent à condamner le libéralisme — « Le libéralisme est un péché » était le titre d’un opuscule du prêtre Félix Sardá y Salvany — et à appuyer le carlisme, et ceux qui acceptèrent la nouvelle orientation pontificale et suivirent les directrices du nonce apostolique récemment nommé en Espagne, Mariano Rampolla del Tindaro .
Parmi les libéraux et républicains, l'entrée de Pidal y Mon au gouvernement suscita une vive inquiétude car ils craignaient une application restrictive de l'article 11 de la Constitution,. En 1885 Pidal y Mon approuva un arrêté royal qui reconnaissait officiellement les enseignements dispensés par les écoles religieuses privées (qualifiées d’« assimilées » si elles remplissaient des conditions minimales), ce qui leur permit de bénéficier d’un essor extrêmement important, alors que l'État n’investissait toujours significativement dans l'éducation publique. De leur côté, les carlistes et intégristes d’El Siglo Futuro se montrèrent indignés : « Voilà ce qu’est l'Union Catholique ! Pidal, pour être ministre, s'est rendu devant le libéralisme canoviste !».
Carlos Dardé souligne que l'incorporation de Pidal y Mon au gouvernement signifia « la fin de l'identification entre catholiques et carlistes existante depuis 1868 » et, d'autre part, que dès lors le parti conservateur « comptait une liste importante de catholiques officiels dans ses rangs ». Feliciano Montero coïncide : « Pour Cánovas, cela signifiait l’élargissement sur la droite de la base du parti [conservateur] et l’intégration dans le régime d’une partie de l’électorat carliste». Il ajoute encore : « Pour une partie des catholiques, il s'agissait de mettre en pratique la tactique possibiliste du moindre mal ».

Accident ferroviaire surnommé la catastrophe du pont d'Alcudia, dans lequel 53 personnes trouvèrent la mort (La Ilustración Española y Americana, 8 mai 1884).

### Difficultés
Le 27 avril 1884 — ce même jour eut lieu un grave accident ferroviaire surnommé la « catastrophe du pont d'Alcudia (en) », dans lequel 53 personnes trouvèrent la mort — furent célébrées des élections générales, de nouveau au suffrage censitaire et qui, comme cela était prévisible, donnèrent une large majorité (de 318 députés) au Parti libéral-conservateur, grâce au travail manipulation électorale orchestré par le ministre de Gobernación (Intérieur) Romero Robledo. Le Parti républicain progressiste (en) de Manuel Ruiz Zorrilla, exilé à Londres, choisit de ne pas se présenter aux élections en prévision des manœuvres frauduleuses qui étaient la norme depuis les débuts du régime. En revanche, les républicains possibilistes d’Emilio Castelar se présentèrent et furent « récompensés » de cinq sièges. La politique électorale arbitraire de Romero Robledo favorable aux conservateurs fut telle qu’elle obligea Cánovas à intervenir et finirent par provoquer le départ de celui-là du gouvernement l'année suivante. La fraude électorale avait encouragé l’union des libéraux — déjà rejoints par les factions de la Gauche dynastique menées par Moret et Montero Ríos — et des républicains, qui avaient présenté des candidatures communes aux municipales de mai 1885, où le gouvernement avait été battu à Madrid et dans 27 autres grandes villes, Sagasta avait qualifié les Cortès issues des élections d'avril 1884 de « déshonorées avant d’être nées ». La cause immédiate de la démission forcée de Romero Robledo fut son action controversée face à l’épidémie de choléra de l'été 1885.
L'alliance des conservateurs avec les catholiques scellée par l'entrée au gouvernement de Pidal y Mon ne se fit pas sans tension. À l'été 1884, certaines de ses déclarations parlementaires sur le royaume d'Italie, non reconnu par le Saint-Siège, et qui furent exploitées par les libéraux, causèrent un grave incident diplomatique difficile à résoudre, car un démenti devant le gouvernement italien provoquerait une grande indignation au Vatican et la mobilisation des catholiques contre le gouvernement. Quelques mois plus tard, le 1er octobre, un nouvel incident eut lieu à l'occasion du discours inaugural de l'année académique 1984-1985 à l'université centrale de Madrid prononcé par le professeur franc-maçon et républicain Miguel Morayta en présence du ministre Pidal y Mon qui présida l'acte. Le discours de Morayta traitait de l'Égypte ancienne mais il y questionnait la fiabilité historique de la Bible et fit une défense passionnée de la liberté académique. Pidal y Mon répondit dans le discours de clôture de l'acte que la liberté académique devrait être exercée « dans les limites des lois et dans l'orbite que la Constitution de la monarchie catholique et constitutionnelle indique à l'enseignement ».

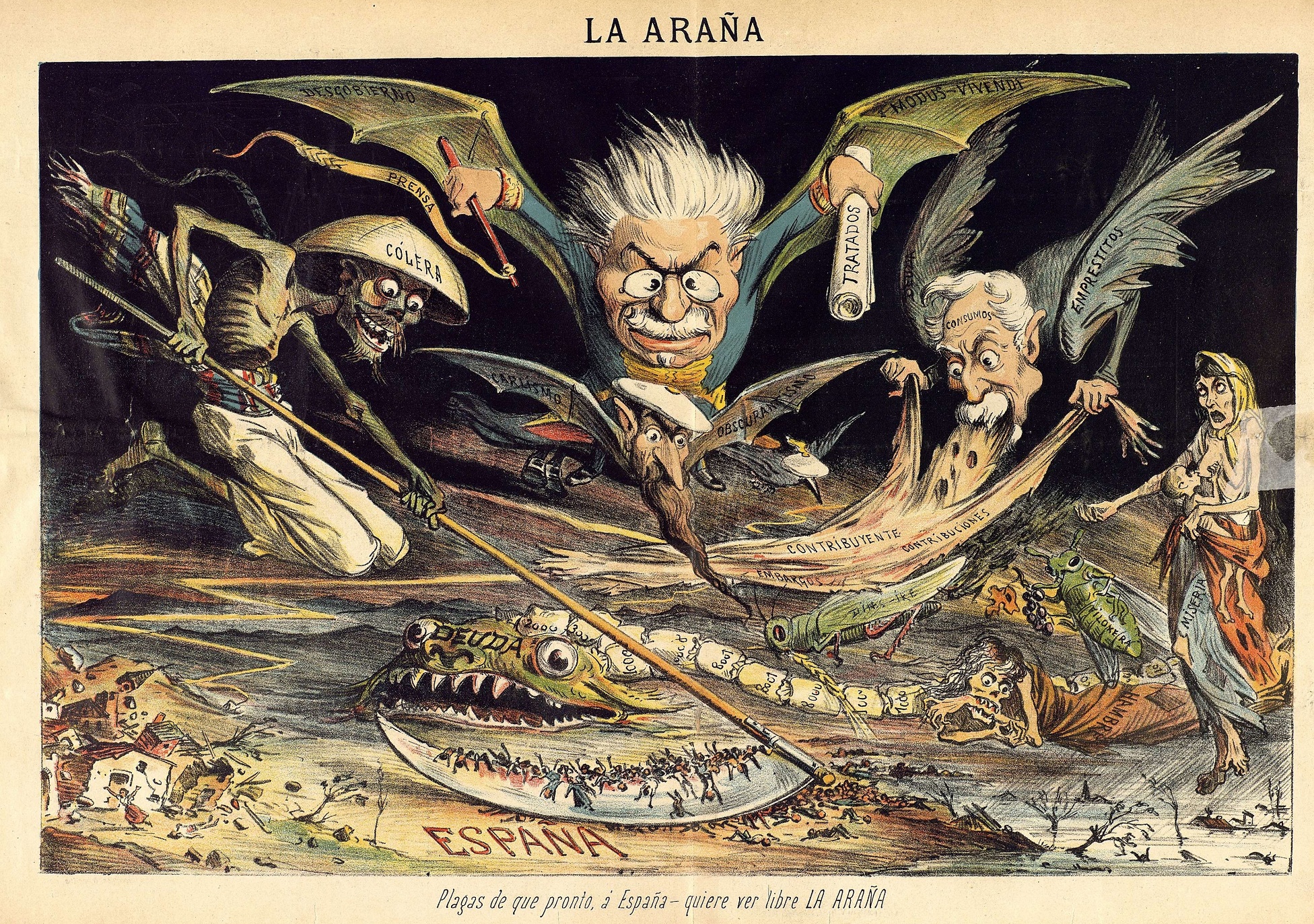
Caricature de La Araña du 15 août 1885 sur les plaies qui affectent l’Espagne. En haut, Cánovas déployant deux ailes (Desgobierno [gouvernement chaotique], Modus vivendi). Au centre le prétendant carliste Charles VII avec un corps de chauve-souris portant sur ses ailes les mots Carlisme et Obscurantisme. Autour les autres plaies : choléra, dette, phylloxéra, faim, misère, emprunts, contributions, saisies…

La réaction de la hiérarchie catholique la plus ultramontaine au discours de Morayta fut immédiate et plusieurs évêques publièrent des lettres pastorales condamnant le libéralisme, la franc-maçonnerie et les écoles laïques. Pour sa part, la presse catholique intégriste exigea la sortie de Pidal y Mon du gouvernement. El Siglo Futuro l’accusa d’avoir autorisé et applaudi un discours antichrétien. Celui qui alla le plus loin dans son attaque fut l’évêque de Palencia, qui dans une pastorale rendue publique en janvier 1885 en vint à questionner la légitimité du régime constitutionnel, à laquelle le gouvernement réagit en présentant une protestation formelle au Vatican et obtenant que celui-ci rejette les critères défendus par le prélat,. La majorité des étudiants de l’Université centrale se rangèrent du côté du professeur Morayta et leurs protestations furent durement réprimées par les forces de l’ordre.
La crise provoquée par le discours de Morayta accentua la division des catholiques espagnols à tel point que le secteur intégriste en vint à remettre en question l’autorité du nonce Rampolla, qui était intervenu dans le conflit en défense des positions possibilistes. « l’offensive intégriste, en questionnant l'autorité du nonce sur les évêques, attaquait les fondements de la politique conciliatrice que développaient par voie diplomatique […] le gouvernement de Cánovas et le Saint Siège. Par conséquent, une réaction urgente et ferme s’imposait de la part de celui-ci. Le 15 avril, le secrétaire d’État, Jacobini, désavouait expressément l’organe intégriste El Siglo Futuro (du 9 mars 1885), et exigeait de sa part une rectification publique ».

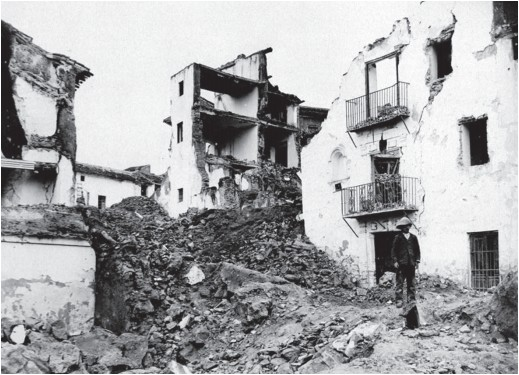
Maisons détruites à Alhama de Granada en conséquence du tremblement de terre de 1884 à Grenade.

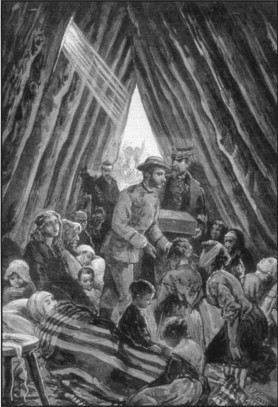
Visite du roi Alphonse XII aux victimes du tremblement de terre de 1884 à Grenade.

Le 25 décembre 1884 se produisit un tremblement de terre (en) dont l’épicentre se situait à Grenade, qui affecta sa province, celle de Malaga et, dans une moindre mesure, celles de Jaén, Cordoue et Séville. Il y eut des centaines de morts, des milliers de personnes se virent affectées et les répliques donnèrent lieu à des scènes de panique — le 31 décembre, environ 10 000 personnes fuirent de la ville de Grenade —, le tout se trouvant aggravé par une intense vague de froid et une météorologie inclémente. le roi visita la zone en janvier 1885, en dépit de son fragile état de santé — à l’automne 1883 il avait souffert de « fièvres intermittentes » qui s’étaient reproduites 12 mois plus tard —. Il arriva 10 janvier à Grenade. Grâce aux lettres qu’il écrivit à sa sœur Paz, les difficiles conditions de son séjour sont connues. À son retour à Madrid depuis Malaga le 22 janvier, il commenta : « l’administration de ces régions est encore pire que les tremblements de terre ».

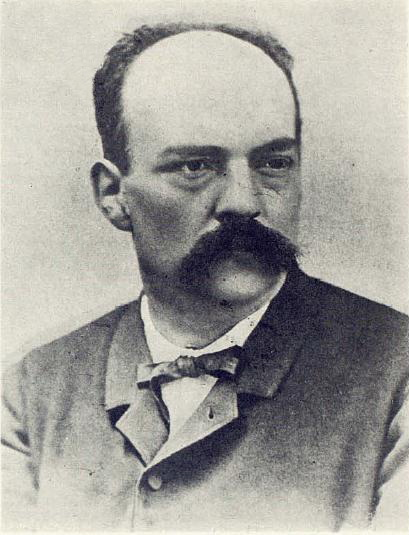
Valentí Almirall, l'un des principaux promoteurs et rédacteurs du Memorial de greuges (Mémorial des griefs). L’année suivante il publierait Lo catalanisme, œuvre clé dans l'histoire du catalanisme.

En mars 1885, un nouveau front de difficultés pour le gouvernement se fit jour en Catalogne. Le 15 de ce mois, fut présenté directement au roi Alphonse XII — sans passer par les intermédiaires attendus du Parlement et du gouvernement — un Memorial de greuges (es) (en catalan ; « Mémorial des griefs ») qui dénonçait les traités commerciaux qui allaient être signés — en particulier celui avec la Grande-Bretagne, qui menaçait l’industrie catalane — et les propositions d’unifications du Code civil qui mettaient en danger l'existence du droit civil catalan. Le premier pas vers leur approbation fut la célébration en janvier à la Llotja de mar de Barcelone d’un grand meeting convoqué par le Centre Català, la première entité politique catalanisme clairement revendicative qui était apparue en 1882 après la célébration l'année précédente du Premier Congrès catalaniste (es),,. L'un de ses rédacteurs et son principal promoteur était Valentí Almirall, un ancien républicain fédéral qui, après l’échec de la Première République, avait connu un « virage catalaniste » et avait rompu avec la plus grande partie du Parti fédéral dirigé par Pi y Margall,,. L'année suivante Almirall publierait Lo catalanisme, œuvre clé dans l'histoire du catalanisme,.
Bien que le roi se montrât cordial et à l'écoute de la délégation catalane, présidée par Mariano Maspons y Labrós, qui s'était rendue à Madrid pour lui livrer le manifeste, elle reçut un accueil hostile de la part de la classe politique et de la presse de la capitale.. Au contraire, ses membres furent acclamés à leur retour à Barcelone et des milliers d’exemplaires du Memorial furent imprimés, ce qui contribua à diffuser les idées catalanistes dans la population. Dans sa conclusion, le document affirmait :

« Comment sortir d’un tel état ? Il n'y a qu’un chemin à la fois juste et convenable. Ce qui se dégage de toutes les pages de ce Mémoire : abandonner la voie de l'absoption et entrer de plain-pied dans celle de la véritable liberté. Cesser d’aspirer à l’uniformité pour tenter d'obtenir l’harmonie de l'égalité avec la variété, c'est-à-dire la parfait Union entre les différentes régions espagnoles […]
Quand existent dans le pays des groupes ou races de caractère distinct, dont la variété est démontrée casuellement dans l'existence de législations distinctes et mêmes diverses, l’unification, loin d'être utile, est préjudiciable à la mission civilisatrice de l'État. »

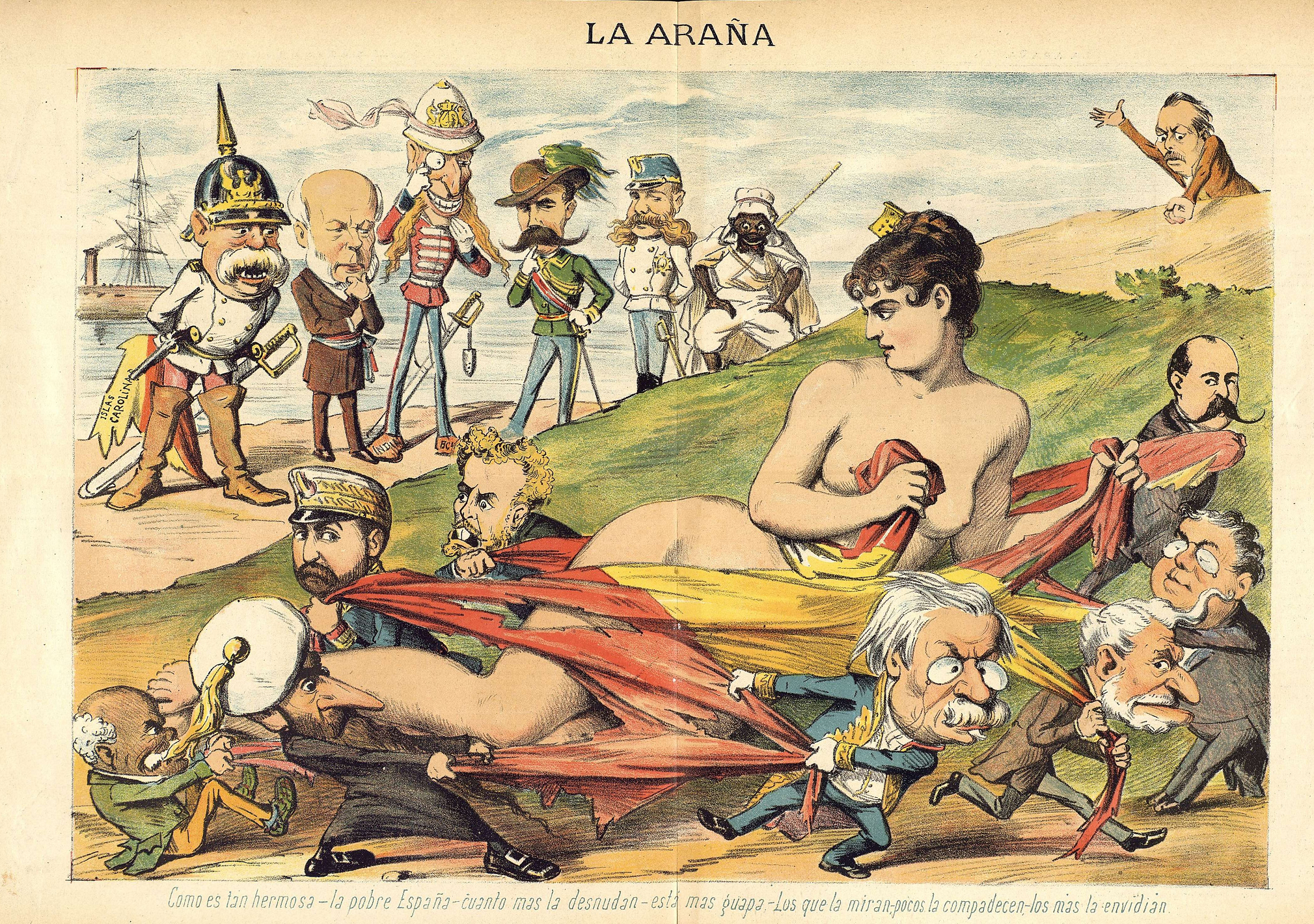
Caricature de La Araña publiée le 22 août 1885, en pleine crise des Carolines. La légende dit : Qu’elle est belle - la pauvre Espagne - au plus ils la dénudent - au plus elle est belle - Ceux qui la regardent - peu compatissent avec elle - la plupart l'envient. En train de dénuder la femme représentant l'Espagne apparaissent Cánovas, Sagasta, Moret, le prétendant carliste ’'Charles VII, Romero Robledo et le général López Domínguez. Dans le lointain, Manuel Ruiz Zorrilla se scandalise. Le chancelier allemand Otto von Bismarck, le président de la République française Jules Grévy, le roi d'Italie et d’autres mandataires étrangers contemplent la scène.

Aux problèmes avec les catholiques intégristes et avec les catalanistes d’ajouta la crise des Carolines (en) à l’été 1885. Dans le cadre de la conférence de Berlin, qui scella le partage de l'Afrique par les puissances coloniales européennes, l’Empire allemand contesta le 11 août la souveraineté espagnole sur les îles Carolines, situées dans le Pacifique, en application des critères négociès à Berlin, argumentant que l’Espagne n'avait pas occupé l'archipel,,. En effet, aucune autorité espagnole n’y résidait, ses affaires étant gérées par le consul espagnol à Hong Kong, situé à des milliers de kilomètres. Le gouvernement Cánovas répondit en établissant sur l'île de Yap un gouvernement politico-militaire dirigé par le lieutenant de marine Enrique Capriles qui y arriva le 21 août. Seulement six jours plus tard, s’y présenta une canonnière allemande avec des forces de débarquement, qui hissèrent le drapeau de l'empire. Le gouvernement espagnol présenta une protestation énergique accompagnée d’un memorandum dans lequel il mentionnait « les titres et raisons de tout genre qui régissent et soutiennent la souveraineté de l’Espagne ».

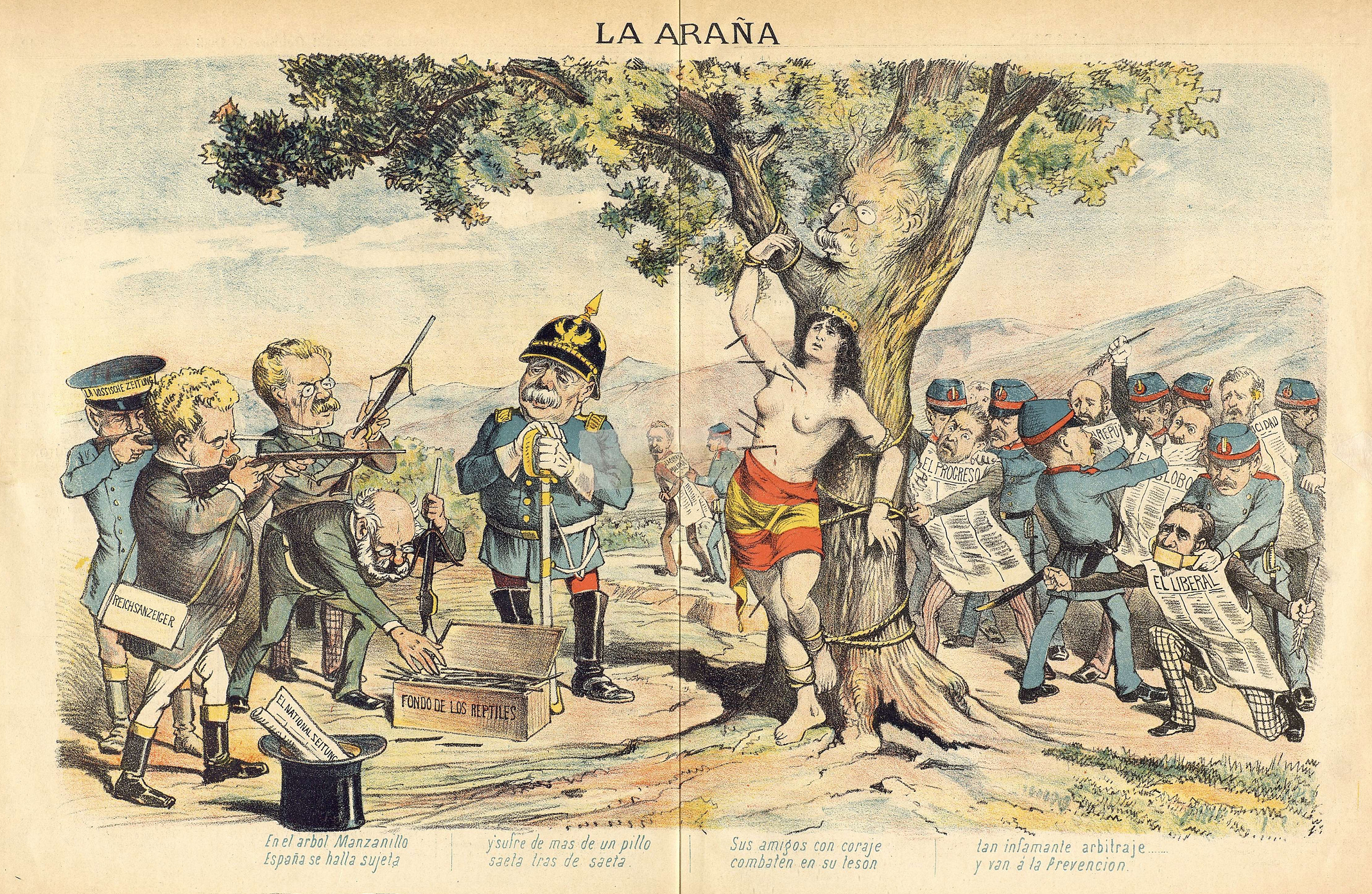
Caricature de La Araña publiée le 2 octobre 1885 en pleine crise des Carolines.

L’action allemande entraîna une forte réaction populaire et des manifestations de protestation eurent lieu dans différentes grandes villes — Barcelone, Valence, Séville, Grenada —, qui culminèrent le 4 septembre avec une grande concentration devant l’ambassade allemande à Madrid, qui courut le risque d’être assaillie — les armoiries et la hampe du drapeau durent arrachées de la façade et brûlées sur la Puerta del Sol très proche —. Quelques généraux et sociétés colonialistes demandèrent la rupture des relations diplomatiques avec l’Empire allemand, ce qui mettait en péril les négociations déjà entamées par Cánovas — avec le soutien total du roi qui lui réitéra sa confiance — avec le chancelier allemand Otto von Bismarck. Celui-ci, connaissant la gravité de la maladie du monarque, dont la mort pouvait déstabiliser le pays, proposa le 2 octobre que le pape Léon XIII agisse comme médiateur dans le conflit, ce que le gouvernement espagnol accepta. Le 22 octobre fut rendue publique une résolution par laquelle était reconnue la souveraineté espagnole sur les Carolines à condition de procéder à son occupation militaire et administrative et de reconnaître la liberté de commerce et d’exploitation agricole pour l’Allemagne,,.
Au cours de la crise des Carolines, une épidémie de choléra, arrivée de France, se diffusa dans un premier dans l’est de l’Espagne puis dans le reste du pays. Elle finit par contraindre le ministre de l’Intérieur Francisco Romero Robledo à démissionner, à cause de la mauvaise politique qu’il appliqua pour gérer la crise sanitaire, presque uniquement basée sur l’isolement et la quarantaine, refusant d’utiliser le vaccin du docteur Ferran. Le déclencheur de la crise gouvernementale fut sa déclaration officielle précipitée de l’arrivée du choléra à Madrid avec seulement cinq cas connus, ce qui provoqua une alarme générale et la désertion des commerces par les clients,.

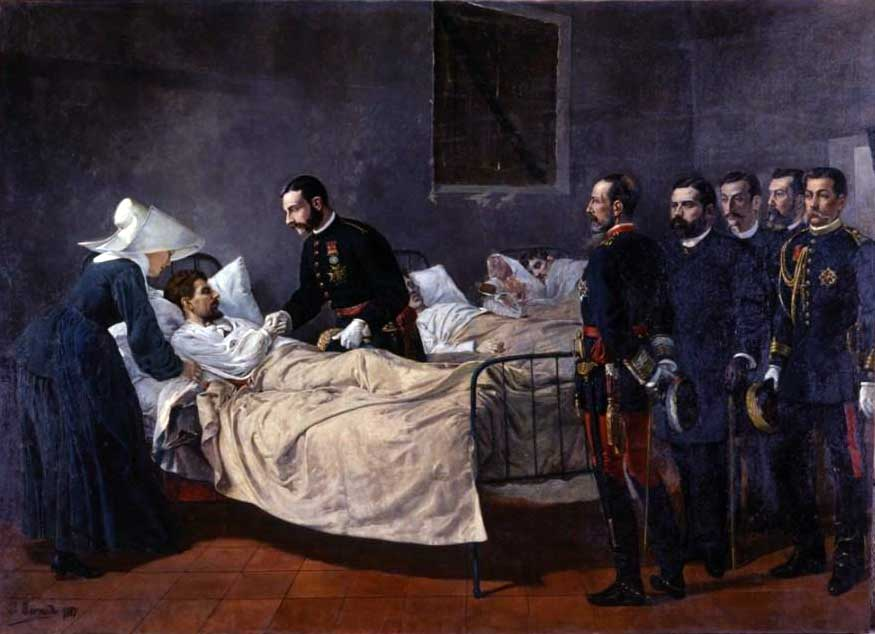
Tableau de José Bermudo Mateos représentant la visite d’Alphonse XII à un hôpital d'Aranjuez accueillant des malades du choléra, réalisée sans l’approbation du gouvernement qui craignait pour sa santé.

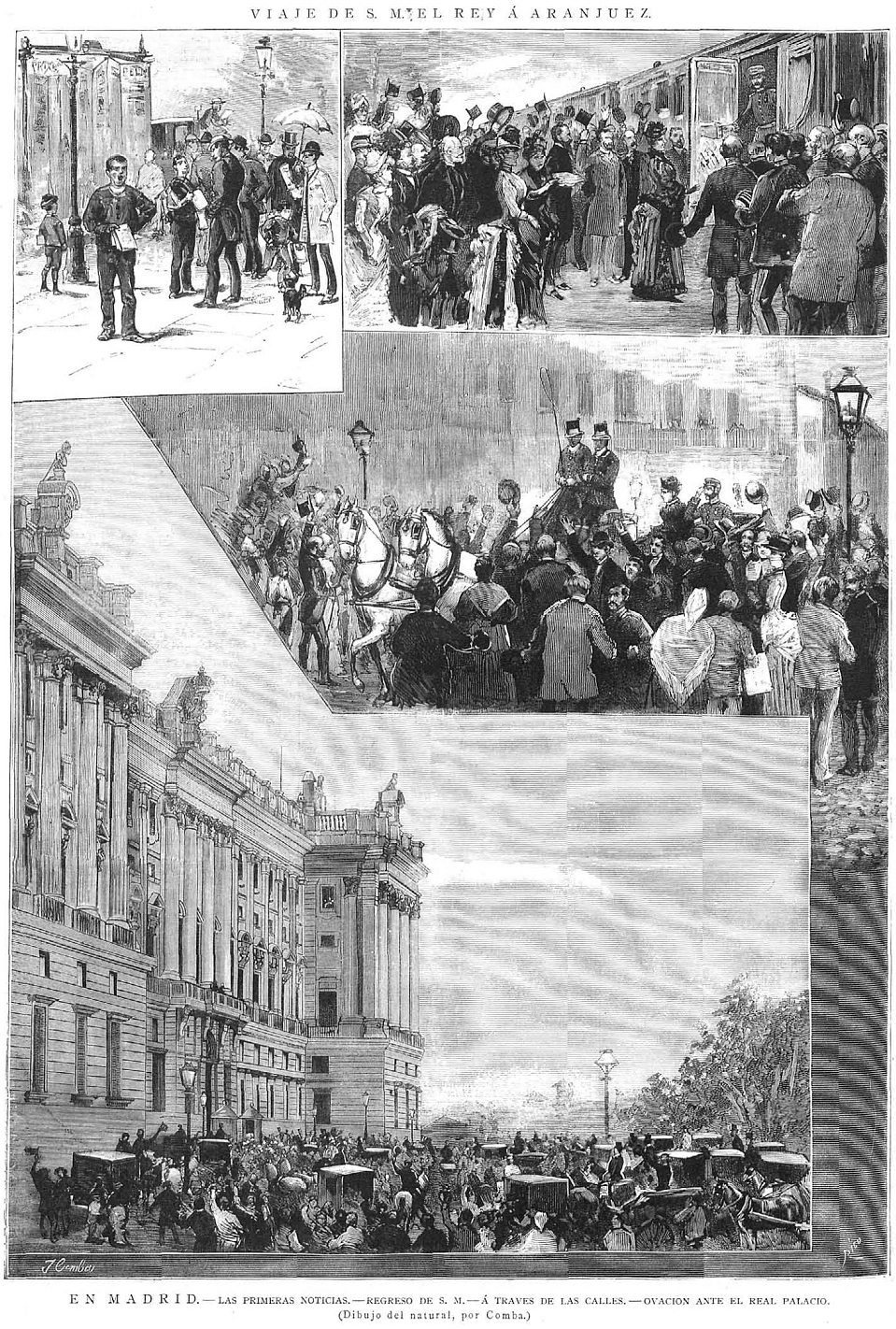
Gravures publiées parr La Ilustración Española y Americana montrant le voyage d’Alphonse XII à Aranjuez pour rendre visite aux malades du choléra et l’impact considérable que cette visite eut parmi la population, qui l'acclama à son retour à Madrid.

En dépit de l'aggravation de son état de santé — « en homme valeureux, il résiste bien et cache l'évolution du mal à la Reine et aux médecins, mais il perd des forces chaque jour », commenta Cánovas en privé —, le roi réalisa une visite incognito à Aranjuez pour rendre visite aux malades du choléra dans la ville, ce qui provoqua une crise constitutionnelle puisqu'il l'avait fait contre l'interdiction expresse du gouvernement. Le roi était conscient de ce qu'il faisait puisqu'avant de prendre le train à la Gare de Mediodía à l'aube du 2 juillet, il avait écrit une lettre à Cánovas — et une autre à la reine — dans laquelle il disait : « Excusez-moi, cher Don Antonio, que pour une fois je vous manque de la considération que je vous dois […]». Cependant, lorsque la nouvelle fut connue, l'enthousiasme populaire déborda et même le Congrès des députés et le Sénat ajournèrent leurs séances en acclamant le roi afin que les membres des deux chambres puissent le recevoir à son retour le même après-midi.

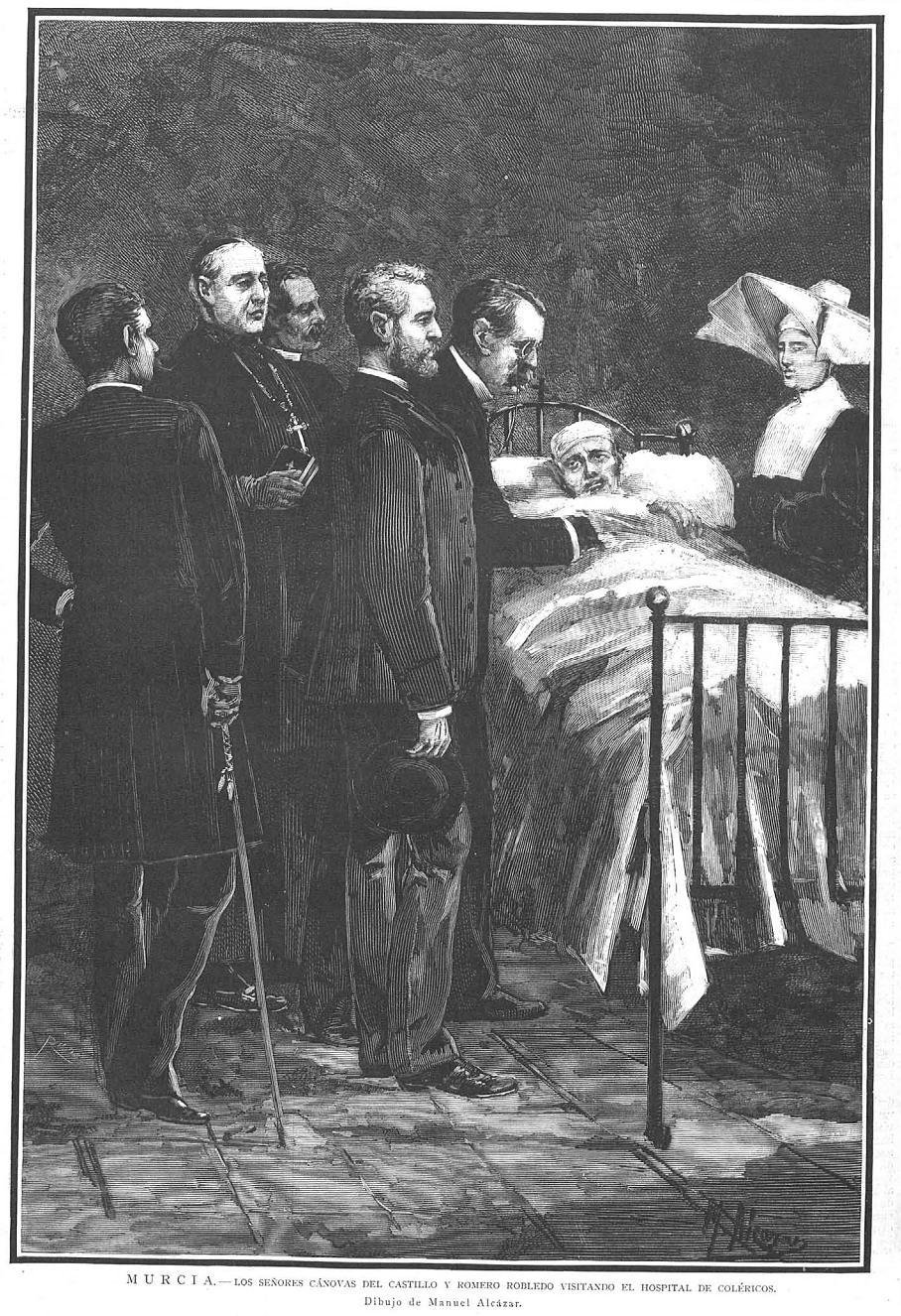
Cánovas, président du gouvernement, et Romero Robledo, ministre de l'Intérieur, rendant visite à des patients atteints de choléra à Murcie (La Ilustración Española y Americana, 8 juillet 1885).

L'épidémie de choléra révéla les carences en matière sanitaires et d’hygiène dont souffrait l'Espagne — de nombreuses villes n'avaient pas d'égouts et de système d'approvisionnement en eau potable —, son faible niveau scientifique — comme en témoigne la résistance à l'utilisation du vaccin de Ferran —, les immenses inégalités sociales — le taux de mortalité était beaucoup plus élevé parmi les classes inférieures que parmi les classes supérieures puisqu'elles purent notamment fuir vers le nord où il n'y avait pas d'épidémie — et le poids que du catholicisme dans le pays — dans un sens négatif, en raison des prédications qui présentaient l'épidémie comme une punition morale ; dans un sens positif, grâce aux actions des institutions caritatives catholiques qui permirent de pallier les carences des institutions publiques pratiquement inexistantes —,.

### Mort d'Alphonse XII et pacte du Pardo
À partir d'août 1885, la santé du roi fut un sujet de conversation récurrent dans tous les cercles du pouvoir. Alphonse XII souffrait de tuberculose — il fut infecté dans son enfance et connut plusieurs résurgences éphémères, mais la maladie resta à l'état latent jusqu'à sa jeunesse et ne se manifesta clairement qu'à la fin de 1883 — et était de plus en plus faible. Sa « vie nocturne bien remplie — unie à [son] intense travail diurne — » avaient aggravé sa maladie .

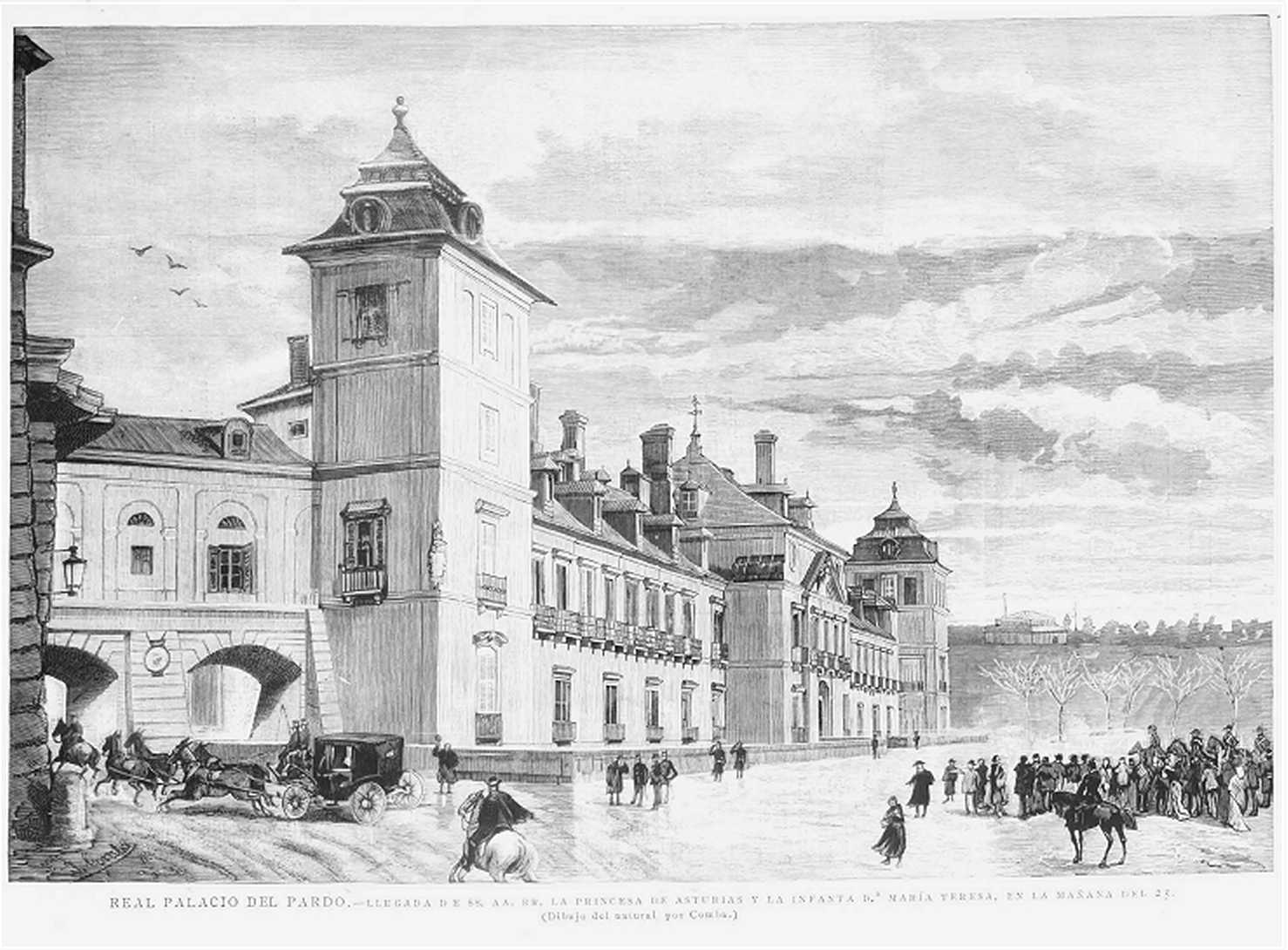
Le palais royal du Pardo en 1885. C’est là qu’Alphonse XII s’installa le 31 octobre sur recommandation de ses médecins, et qu’il mourra le 25 novembre.

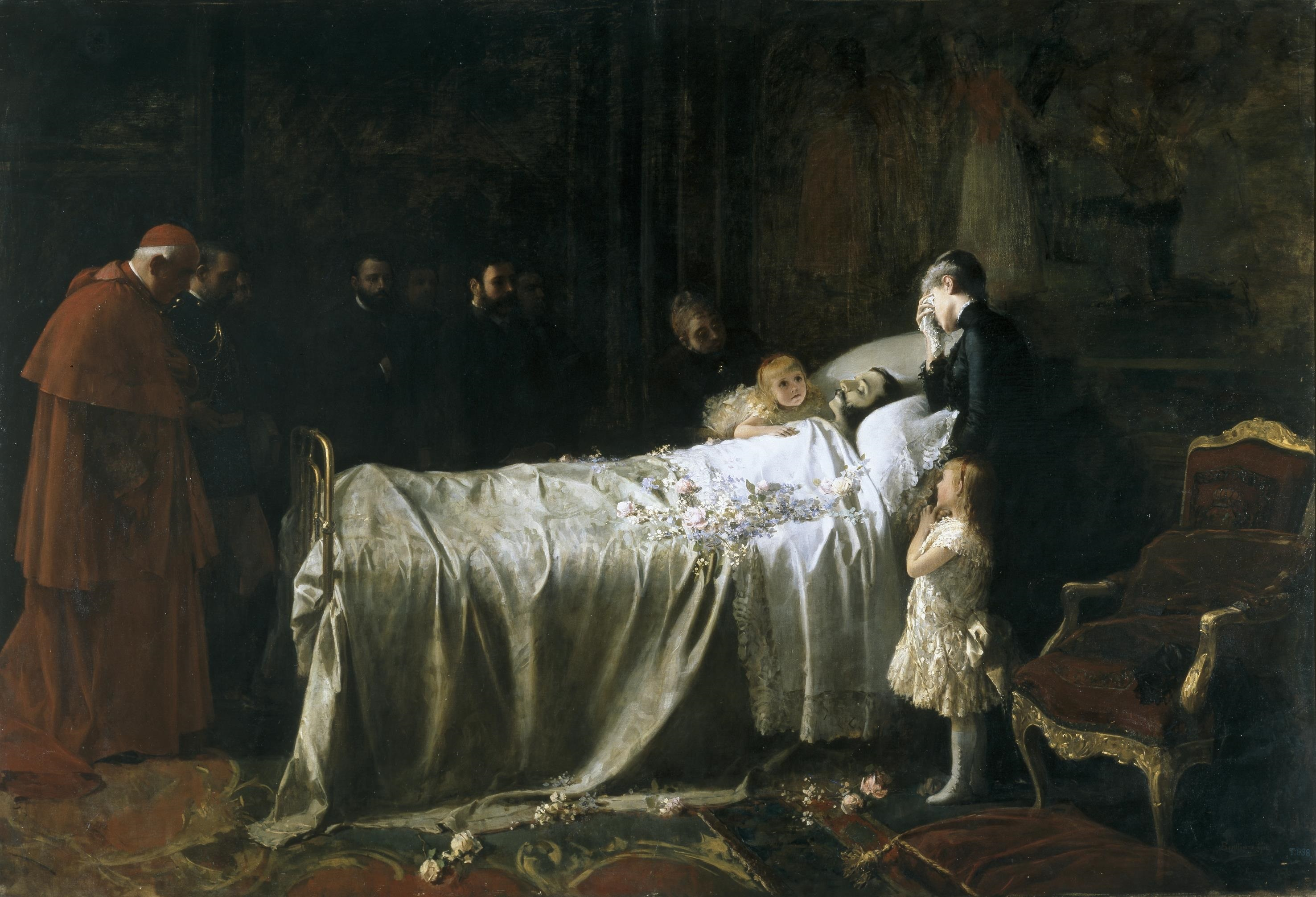
Muerte de Alfonso XII o el Último Beso (Mort d’Alphonse XII ou le Dernier Baiser, 1887), tableau de Juan Antonio Benlliure. Auprès du lit se trouvent la reine Marie-Christine d'Autriche (1858-1929) et les deux filles du couple royal.

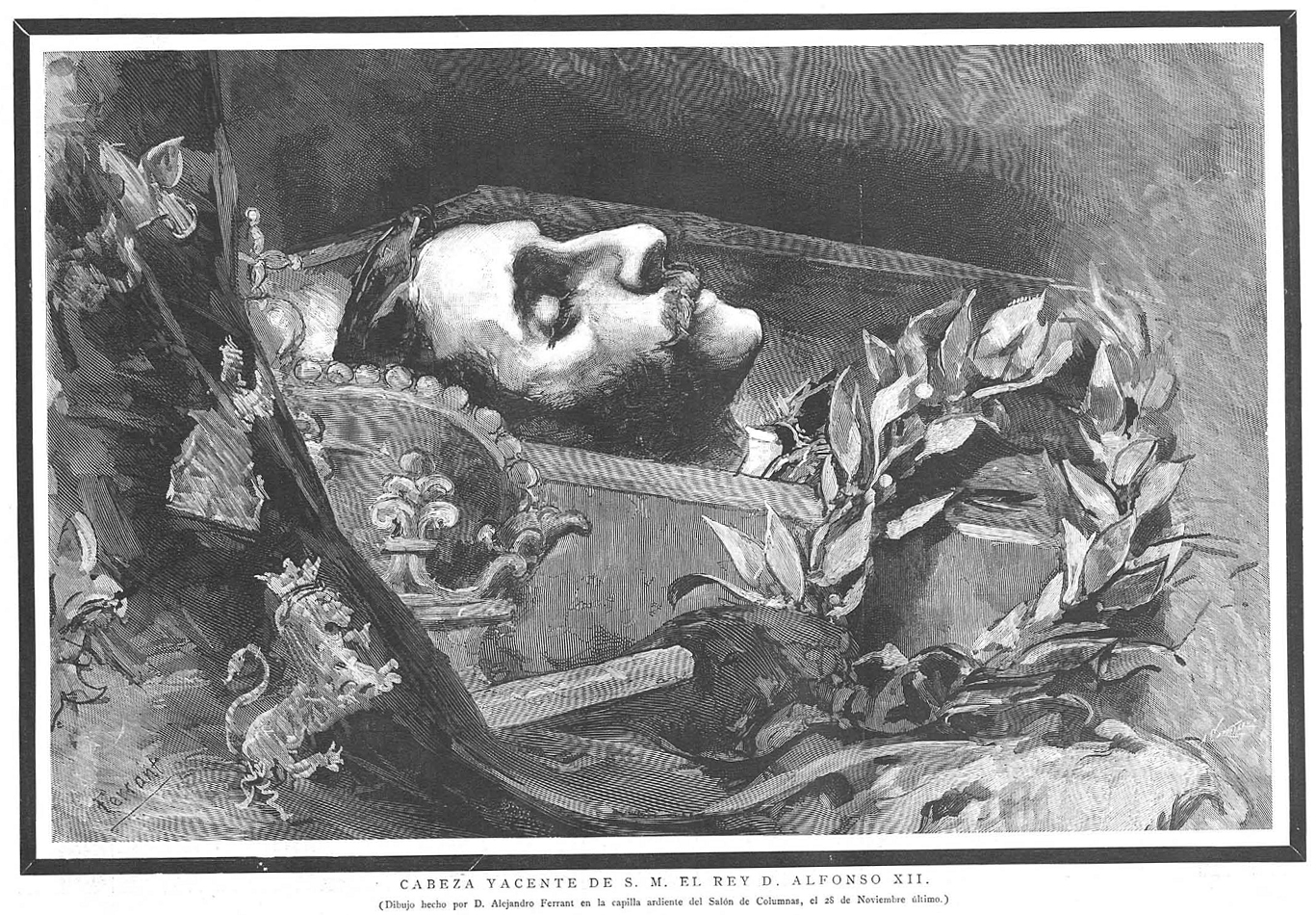
Gravure publiée le 8 décembre 1885, treize jours après la mort du roi.

Le 28 septembre 1885 Laureano García Camisón, médecin du monarque, informa le président du gouvernement Cánovas del Castillo qu'il restait quelques semaines à vivre au roi et qu'il lui conseilla de s'installer au Palacio de El Pardo avec l'espoir d’une amélioration. Cependant, le roi continua à remplir ses obligations et ne se rendit au Pardo que le 31 octobre,. Le 23 novembre, il y reçut la visite de l'ambassadeur d'Allemagne qui le trouva avec le visage « complètement blanc et exsangue, les lèvres bleues, la bouche à moitié fermée et les yeux sans aucune vie, de même que sa voix et toute son apparence ». Le roi lui dit : « Je pensais que j'étais physiquement très fort […]/ J'ai brûlé la chandelle par les deux bouts. J'ai découvert trop tard qu'on ne peut pas travailler toute la journée et jouer toute la nuit. Je ne le ferai plus à l'avenir ». Le même jour, il a eu une crise de dyspnée. Le lendemain, 24 novembre, les médecins lui diagnostiquèrent « une tuberculose aiguë, qui met l'auguste malade en grave danger ». À neuf heures moins le quart du matin du 25 novembre, il mourut. À ses côtés se trouvaient la reine Marie-Christine, l’ancienne reine Isabelle II, qui avait voyagé de Paris dès qu'elle avait appris la gravité de la maladie de son fils, et ses sœurs Isabel et Eulalia. Le docteur García Camisón précisa la cause immédiate du décès dans un article publié dans El Liberal : Don Alfonso « est mort d'une bronchite capillaire aiguë, développée au cours d'une tuberculose lente ; le roi n'est donc pas mort de tuberculose ; celle-ci se développait lentement et la vie du monarque aurait pu se prolonger encore de nombreux mois, peut-être des années ».

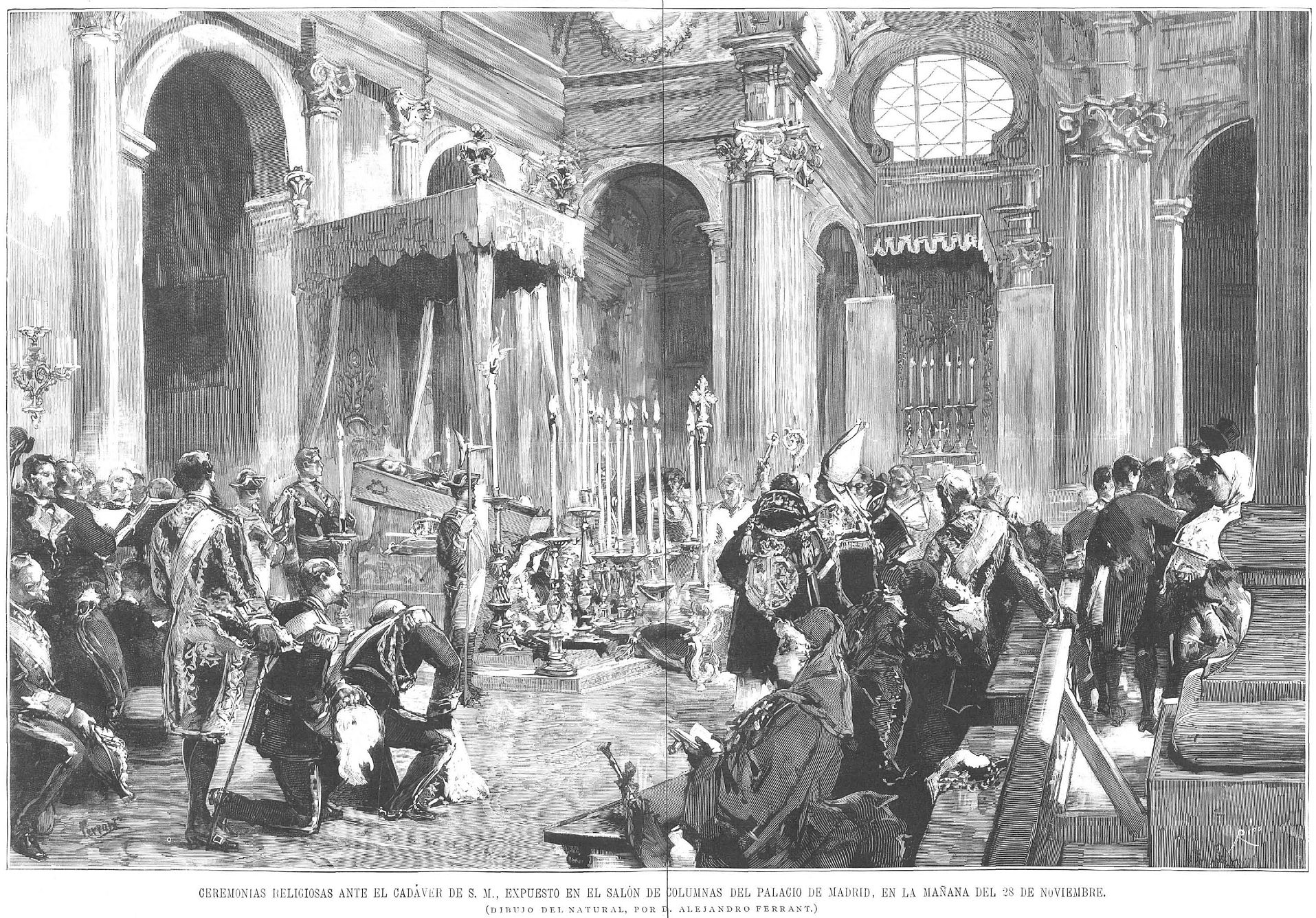
Chapelle ardente d'Alphonse XII installée dans le salon des colonnes du Palacio de Oriente à Madrid le 28 novembre 1885, qui fut visitée par des milliers de personnes.

La mort du roi Alphonse XII provoqua un choc profond dans le pays. « Les rues [de Madrid] étaient impraticables […]. Des milliers de voitures se croisaient en tous sens pour prendre la route d'El Pardo », rapporta une chronique contemporaine. Le cercueil fut transféré au palais royal où la chapelle funéraire avait été installée, qui fut visitée par des milliers de personnes. Le 29, il fut emmené au monastère de l'Escorial, « de nouveau au milieu d'une grande foule », où il fut enterré ».
La mort du monarque provoqua également une grande inquiétude — « une terreur apocalyptique », selon José Varela Ortega— — parmi les élites politiques devant la perspective d’une régence de la jeune et inexpérimentée épouse du roi Marie-Christine d'Autriche (1858-1929), qui était enceinte (leur fils, un garçon, naîtrait en mai 1886). « La mort du roi a produit ici un étonnement et une incertitude singuliers. Personne ne peut deviner ce qui va survenir », écrivit Marcelino Menéndez Pelayo à Juan Valera, alors ambassadeur d'Espagne aux États-Unis. Le gouvernement craignait un pronunciamiento républicain ou une insurrection carliste, ou les deux simultanément, si bien que les troupes furent mises en alerte. La Bourse s'effondra.

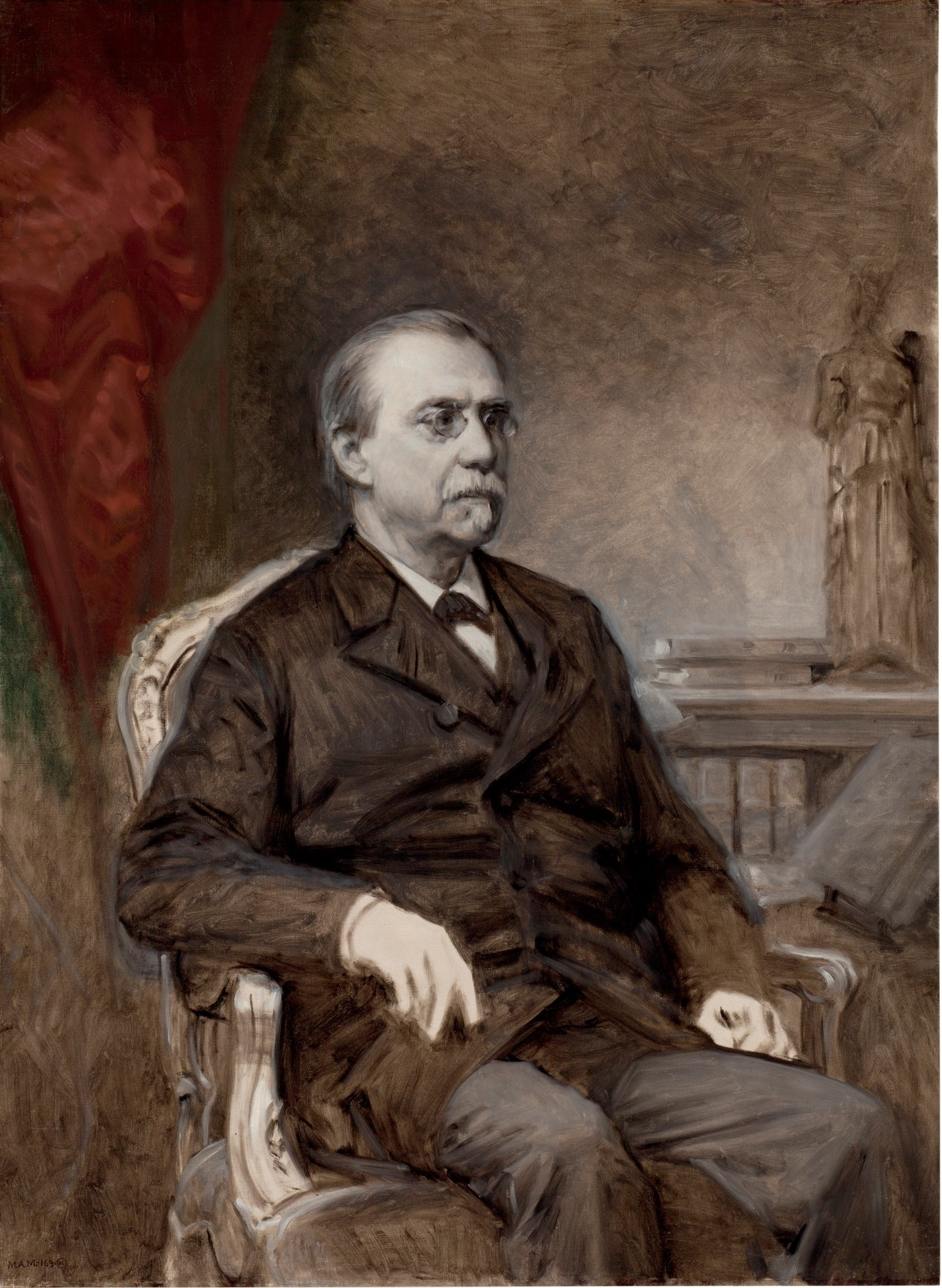
Antonio Cánovas del Castillo en 1889. L’improprement nommé pacte du Pardo conclu entre lui et Práxedes Mateo Sagasta supposa la consolidation de la Restauration.

Devant cette situation, Cánovas, qui évoquait la nécessité d'une « deuxième Restauration » qui serait « plus difficile que la première », et craignant que les libéraux ne rejoignent les républicains s'ils n'accédaient pas au pouvoir (« la crise de la peur », l'appela le conservateur Francisco Silvela), décida de démissionner et conseilla à la régente d'appeler Sagasta pour former un gouvernement. Cánovas communiqua sa décision au leader libéral qui accepta lors d'une réunion tenue à la présidence du gouvernement par la médiation du général Martínez Campos, qui serait improprement connue comme le pacte du Pardo,,. Le 27 novembre au soir au palais royal, la régente María Cristina reçut le serment du nouveau gouvernement présidé par Sagasta et devant lui, elle prêta elle-même serment sur la Constitution. C'est ainsi que Cánovas expliqua sa décision au Congrès des députés, quelque temps plus tard :

« En moi naquit la conviction qu’il était nécessaire que la lutte ardente dans laquelle nous nous trouvions à l’époque les deux partis monarchiques […] cesse en tout point et cesse pour suffisamment de temps. J’ai pensé qu’était indispensable une trêve et que tous les monarchistes nous nous réunissions autour de la Monarchie […]. Et une fois ceci pensé […] que devais-je faire pour ma part ? Est-ce qu'après avoir passé alors près de deux ans au gouvernement et avoir gouverné pendant la plus grande partie du règne d’Alphonse XII, je devais m’adresser aux partis et leur dire : "comme le pays se trouve dans cette crise ne me combattez plus ; faisons la paix autour du trône ; laissez-moi me défendre et me maintenir ?" Cela aurait été absurde, et de surcroît peu généreux et honnête, ç’aurait été ridicule. Étant donné que je ne m’inclinais pas pour proposer la concorde et demander la trêve, il n’y avait pas d’autre manière de faire croire ma sincérité que de m’éloigner moi-même du pouvoir. »

Comme le souligne Ramón Villares, « la mort du roi Alphonse XII et l'accord ou pacte de 1885 (appelé improprement pacte du Pardo) marquent de façon définitive la consolidation du régime » de la Restauration. Pour sa part Feliciano Montero souligne que « le vide politique que causa la mort d'Alphonse XII mit à l'épreuve la solidité de l'édifice canoviste. L'accès au pouvoir du parti libéral, définitivement constitué, et sa longue gestion gouvernementale (« le Parlement long ») contribua à consolider le système politique ».

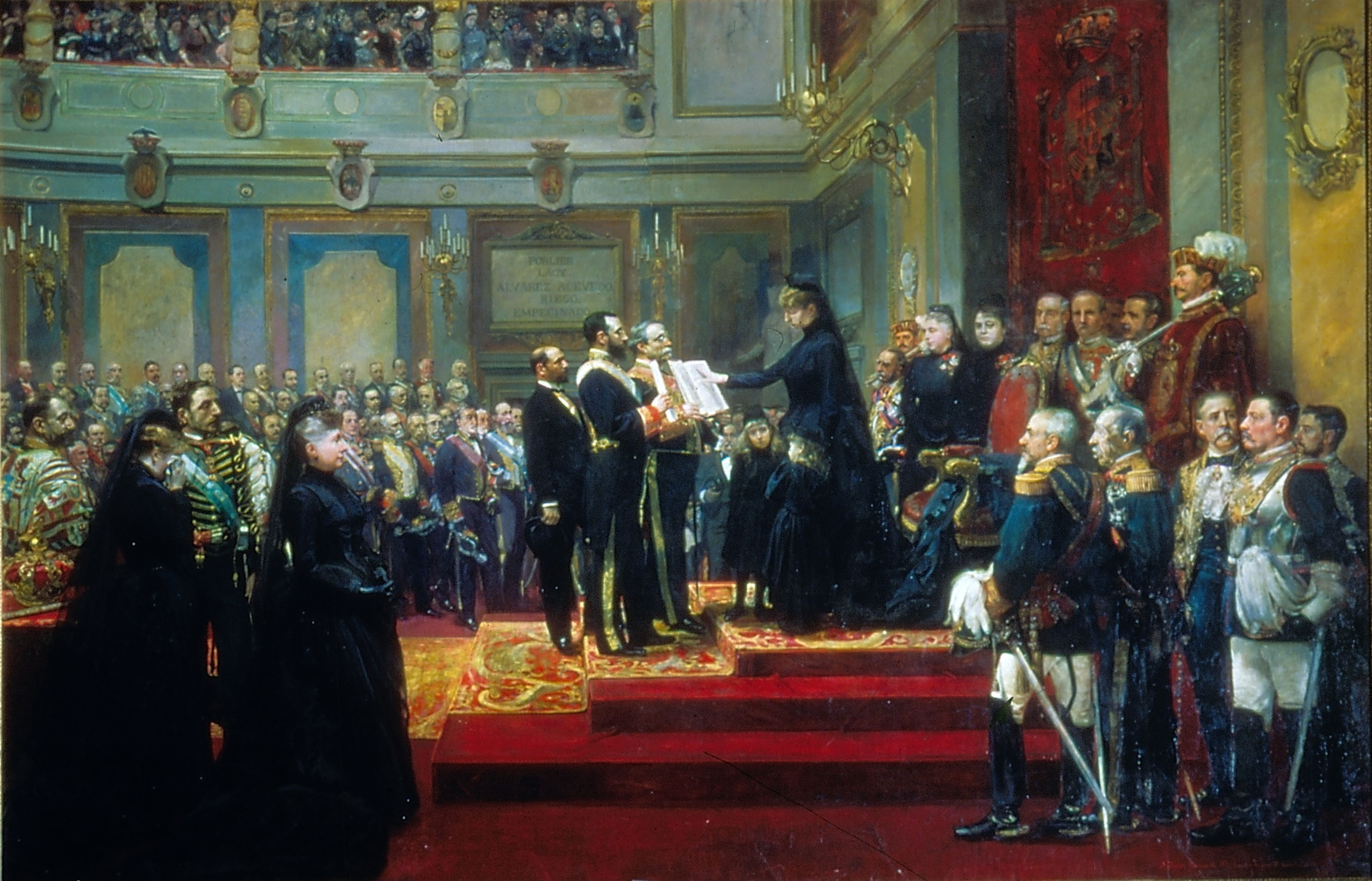
Jura de la Constitución por María Cristina (Prestation de serment sur la Constitution par Marie-Christine, palais des Cortès, 30 décembre 1885) de Francisco Jover y Casanova y Joaquín Sorolla (1897). C’est Cánovas qui tient l’exemplaire de la Constitution sur lequel la régence Marie-Christine prête serment. En bas à droite se trouve le général Martínez Campos.

Une bonne partie de la hiérarchie ecclésiastique catholique, en premier lieu le nonce Rampolla, joua également un rôle important dans la consolidation du régime en faisant publiquement une déclaration de soutien à la Régence appliquant les principes de l'encyclique  Immortale Dei sur les relations entre l'Église et l'État que le pape Léon XIII venait de révéler. La déclaration défendait un certain relativisme politique (« sur le meilleur type de gouvernement, sur telle ou telle manière de constituer les États, il peut y avoir sur cela une honnête diversité d'opinions ») et une certaine liberté d'expression (« honnête liberté d'écrire avec l'amplitude qui convienne aux fins et intentions respectifs »), ce qui signifiait une disqualification claire des postulats intégristes.
Ángeles Lario souligne que l'accord politique conclu après la mort du roi « fit des deux grands partis les véritables directeurs de la vie politique, contrôlant consensuellement la prérogative royale vers le haut et vers le bas la construction des majorités parlementaires nécessaires ; définissant ainsi la vie de cette période importante de notre libéralisme et étant en même temps à l'origine de ses plus graves limitations. On peut diagnostiquer — permettez-moi l'expression — que le système politique de la Restauration souffrit de la maladie causée par son propre succès »,.